# LOCOS

典型的なLOCOS構造。
1) シリコン 2) 二酸化ケイ素

LOCOS(LOCal Oxidation of Silicon)とは、シリコンウェハー上のある領域に二酸化ケイ素を形成させ、Si-SiO2界面を周りのシリコン表面よりも低い位置に作る微細加工プロセスのこと。
この技術によってMOSトランジスタ同士を絶縁させ、クロストークを防ぐ。主な目的は、ウェハー表面の下を貫き通るシリコン酸化物の絶縁構造を作ることである。よってSi-SiO2界面は残りのシリコン表面よりも低い位置に作る。これは酸化物層をエッチングすることでは作ることができず、トランジスタを囲んでいる領域を熱酸化する必要がある。ウェハーの深さ方向に酸素が入り込み、シリコンと反応することでシリコン酸化物が形成する。こうして埋没した構造が形成される。
プロセスの設計と解析のため、シリコン表面の酸化にDeal–Groveモデルを使うのが有効である。

## プロセス
典型的なプロセスは次の通り。
I. シリコン基板の用意 (層1) 

II.パッド(バッファー)酸化物であるSiO2のCVD(層2) 

III. Si3N4窒化物マスクのCVD (層3) 

IV. 窒化物層(層3)とシリコン酸化物層(層2)のエッチング

V. シリコン酸化物の熱成長(構造4)

VI. 熱シリコン酸化物のさらなる成長(構造4)

VII. 窒化物マスク(層3)の除去
4つの基本的な層/構造がある。
1. Si、シリコン基板、ウェハー
2. SiO2、バッファー酸化物(パッド酸化物)、CVDシリコン酸化物
3. Si3N4、窒化物マスク
4. SiO2、絶縁酸化物、熱酸化物

## 層の機能と構造

十分に埋め込まれた LOCOS構造プロセスステップ:
I. シリコン基板の用意
II. SiO_{2}パッド/バッファー酸化物のCVD堆積
III. Si_{3}N_{4}窒化物マスクのCVD堆積
IV. 窒化物層とシリコン酸化物層のエッチング
V. シリコンエッチング
VI. シリコン酸化物の熱成長
VII. 熱シリコン酸化物のさらなる成長
VIII. 窒化物マスクの除去

シリコンウェハー(層1)は(MOSトランジスタなどの)電子構造を作るための基礎として使われる。
局所的な酸化をするため、高温で酸素の拡散が起きない窒化ケイ素(層3, ステップIII)等で酸化したくない領域を被覆する(熱酸化は800から1200 °Cの温度で行われる)。
埋没した絶縁熱酸化物構造(ステップV、VI)の成長の間、窒化ケイ素層(層3)は上へ持ち上げられる。バッファー酸化物(層2、パッド酸化物とも呼ばれる)が無いと、シリコン基板(層1)に大きな応力が生じ、塑性変形が起こることで電子デバイスにダメージを与える。
よってSi基板(層1)と窒化ケイ素(層3)の間にCVD(ステップII)でバッファー酸化物(層2)を堆積する。高温ではシリコン酸化物の粘度は低下するため、熱酸化物の成長(ステップV、VI)によるシリコン基板(層1)と窒化物層(層3)との間に作られる応力が解放される。
絶縁構造(構造4)がシリコンの熱酸化によって作られる。熱酸化によりシリコンウェハーは消費され、シリコン酸化物に置き換わる。シリコン酸化物とシリコンの体積比は約2.4:1であるため、絶縁構造の成長によって応力が生成する。
この技術のデメリットは、絶縁構造が大きいため１つのウェハー上に作ることができるMOSトランジスタの数が少なくなることである。また窒化ケイ素マスクの端部でマスクの下に酸化ケイ素が食い込んだ結果、「鳥のくちばし」に似た形状を作り、絶縁構造のディメンジョンを変えてしまう。

LOCOSプロセスステップ。
I. シリコン基板の用意
II. SiO_{2}パッド/バッファー酸化物のCVD堆積
III.窒化物マスクSi_{3}N_{4}のCVD堆積
IV. 窒化物層とシリコン酸化物のエッチング
V. シリコン酸化物の熱成長
VI. 熱シリコン酸化物のさらなる成長
VII. 窒化物マスクの除去
LOCOSプロセス材料:
1) Si、シリコン基板
2) SiO_{2}、パッド/バッファー酸化物、化学気相堆積シリコン酸化物
3) Si_{3}N_{4}、窒化物マスク
4) SiO_{2}分離酸化物、熱酸化物

絶縁構造のディメンジョンの減少は、シャロートレンチアイソレーション(STI、ボックスアイソレーションとも呼ばれる)によって解決されている。STIではトレンチが形成され、二酸化ケイ素は内部に堆積されている。この方法ではLOCOS技術を使うことができない。なぜなら熱酸化の間の体積変化によりトレンチで生じる応力が大きするためである。